# Антоніо Сефер
Антоніо Валентин Сефер (рум. Antonio Valentin Sefer, нар. 22 квітня 2000, Галац, Румунія) — румунський футболіст, вінгер ізраїльського «Хапоеля» (Беер-Шева) та національної збірної Румунії.

## Ігрова кар'єра

### Клубна
Антоніо Сефер народився у місті Галац і з дев'ятирічного віку почав займатися футболом у місцевому клубі «Оцелул». Встиг дебютувати в першій команді. В період з 2017 року два роки він провів у молодіжній команді нідерландського «Гронінгена». Але врешті повернувся до Румунії і в лютому 2019 року підписав контракт зі столичним «Рапідом». З яким почав виступати у Другій лізі. Але за результатами сезону 2020/21 «Рапід» посів у Лізі друге місце і підвищився в класі.
В червні 2023 року Сефер перейшов до ізраїльського клубу «Хапоель» з Беер-Шева, з яким підписав контракт на чотири роки.

### Збірна
Антоніо Сефер виступав за юнацькі збірні Румунії всіх вікових категорій. 2021 року у складі олімпійської збірної Румунії Сефер брав участь у літніх Олімпійських Іграх у Токіо.
У листопаді 2022 року у товариському матчі проти команди Молдови Сефер дебютував у національній збірній Румунії.